# Bantam (thành phố)
Bantam là một thành phố gần cuối phần phía tây của Java, đã là một nơi có tầm quan trọng chiến lược và là một thương cảng lớn với bến cảng ở eo biển Sunda mà qua đó các tàu bè đại dương đã đi qua. Đây là nơi có cửa sông Cibantam cung cấp đồ thủ công nhẹ vào bên trong đảo, là lối vào nội địa tốt. Là một phố thị, Bantam là nơi đầu tiên mà dòng ảnh hưởng của Hồi giáo vào thế kỷ 16 đã tràn vào. Bantam đã là nơi đóng đô của một sultanate (vương quốc hồi giáo) hùng mạnh. Sau này, người Bồ Đào Nha và Hà Lan đã kiểm soát Bantam vào thế kỷ 17. Người Anh đã đến Đông Ấn từ 1600, thiết lập một trạm buôn bán lâu dài ở Bantam năm 1603.
Người Hà Lan nhận thấy họ có thể kiểm soát Batavia toàn diện hơn Bantam, và điều này đã dẫn đến sự giảm sút vai trò của Bantam. Nam-Bantam hay Bantan-Kidoel hay Lebak cũng đã là nơi nhân vật chính Max Havelaar trong tiểu thuyết của Multatuli novel Max Havelaar acted as the assistant-resident.
Ở Bantam, người Hoa là một cộng đồng quan trọng. Tiếng Indonesia gọi là Banten. Ngày nay, Bantam là một cảng biển nhỏ, bị cảng biển lân cận Merak chiếm mất vị thế kinh tế. In Bantam, the Chinese are an important component of the community.
Referred to as Banten in Indonesian and is now a capital of Banten Province, as "Bantam" in Indonesian referred to Bantamweight.
6°02′N 106°12′Đ / 6,033°N 106,2°Đ